# Os Almirantes
Os Almirantes es una banda panameña de ska punk y rock formada a mediado de la década de los 90 nace en la ciudad de Chitré, en la provincia de Herrera. Está formada por los hermanos Víctor y Ramón Regueira, mejor conocidos como El Chispín y Spencer respectivamente.

## Historia

### Inicios
La banda nace en la ciudad de Chitré, provincia de Herrera, a mediados de la década de los 90, cuando el auge del rock en español parece posesionarse del gusto musical de la juventud. 
Víctor y Ramón, mejor conocidos como Chispín y Spencer, iniciaron ensayando en el garaje de su casa y realizando uno que otro toque en su pueblo natal, a pesar de que el alcalde[¿quién?] no permitía que tocaran su música porque era considerada muy ruidosa.[cita requerida]
El grupo se empeñó en ampliar y pulir su estilo musical. Finalmente, el sello discográfico local Kiwi Records les propuso formar parte del álbum de compilación "Tainaker II", en el que compartieron créditos con otras bandas nacionales, y el cual les brindó la oportunidad de sonar en las estaciones locales con los temas “El Alakrán” y “Tenerte Mujer”. Pertenecer a esta producción les permitió darse a conocer en muchos medios de comunicación.

### 1998-2000: Primeros trabajos discográficos
A finales de 1998, Os Almirantes lanza su primer trabajo discográfico, el cual lo titularon “El Ataque de los Chispines Parte 1”. Este fue grabado en los estudios Origen, bajo el sello Kiwi Records. El productor del disco fue Emilio Regueira, vocalista y guitarrista de Los Rabanes, quien es también el mayor de los hermanos Regueira. El estilo musical del álbum es una mezcla muchos ritmos como raggamufin y ska. Desde que salió al mercado, su popularidad empezó a tomar mucha fuerza, sus seguidores se multiplicaron por todo el país y las cantidades de presentaciones empezaron aumentar día tras día. 
En el año 2000 lanzan su segundo trabajo discográfico, esta vez bajo el sello multinacional Sony Music Entertainment. El mismo se titula “De los Cerritos a la Ciudad” e incluye diez temas de la autoría de Chispín y con arreglos de Spencer.  Su estilo básicamente sigue siendo el mismo: alegre, divertido, y sobre todo espontáneo. Se aprecia claramente en canciones como: “Jumpin Buay”, “Oeo”, “Come on Baby”, “Al Filo de tu Piel”, entre otras. Sus letras son casos de la vida real de la juventud actual, expuestas en frases jocosas que hacen reflejo al ambiente de las fiestas y parrandas. 
La banda sigue gustando y trabajando en el estudio, visitando países como Estados Unidos donde realizan grandes promociones en los canales HTV, Telemundo, MTV, con presentaciones en Puerto Rico, México y Centroamérica.[¿cuándo?]

### 2003-2005: Últimos trabajos antes de convertirse
Así graban su tercera producción en el 2003, "Reggae Rock Party", otra vez con el sello disquero Sony Music, influenciados más por los ritmos del reguetón, bultrón de Jamaica y el rock and roll. Os Almirantes son bautizados como la banda Reggae rock 1 en Panamá. En este mismo año queda en la posición 17 de los 100 más pedidos de HTV el video “Mujeres en el Party”, de la misma producción que rompe récord de ventas en Panamá. 
En el 2005 aprovechan para experimentar con el género reguetón donde graban temas como “La Hamaca” y “Te voy a dar”, bajo la producción de Rodney Clark (El Chombo). Posteriormente, deciden grabar su cuarta producción, "Evolution Sound System”, bajo el sello NRG que contiene 13 temas, 7 de ellos producidos en el Studio René Carrera, mezclando Ska, Punk, Roots y Reggaeton, la cual lanzaron en enero de 2007, con el tema “Lo que te da la gana”.

### 2008-2013: Conversión al cristianismo y nueva orientación musical
Alrededor del 2008, circulaban rumores de que la banda se separaría debido a la conversión de ambos hermanos al cristianismo. Finalmente se confirmó que la banda seguiría, pero cambiando su enfoque musical principal hacia el de la música cristiana contemporánea. Entre sus temas posteriores a su conversión se pueden destacar Gloria a Ti Señor y Loco por tu amor.
El 9 de enero de 2012, Os Almirantes compartieron escenario con la "Banda Panamá para Cristo", la "Banda de la Academia Hosanna" y el invitado internacional Roberto Orellana en un evento cristiano llamado "Unción de Dominio" en el Estadio Rommel Fernández, dentro de la Ciudad Deportiva Irving Saladino, Juan Díaz, Panamá. Los mismos realizaron una oración por el país. El evento fue organizado por la comunidad apostólica Hossana, la iglesia evangélica más grande del país.
En la actualidad se mantienen en la creación de un disco nuevo bajo el nombre de Redemption, que aparecerá a la venta en el año 2016, haciendo una fusión con diferentes ritmos urbanos como dancehall, reguetón, hip - hop, ska, entre otros.
Luego durante el 2013, participaron en un Mega Concierto junto a Jesús Adrián Romero, realizado en la Ciudad de Panamá en el Figaly Convention Center.
En el año 2014 participaron en una gira por Centroamérica junto a Álex Zurdo y Funky.
En el año 2015 se mantuvieron en gira junto a Redimi2 y Christine D´Clario.

### 2016 - 2018
En el año 2016, lanzaron un nuevo disco llamado "Nueva Generación", haciendo una fusión con diferentes ritmos urbanos como dancehall, reguetón, hip - hop, ska, entre otros, en el cual durante el trayecto de grabación tuvieron colaboraciones de artistas como Ariel Kelly, con el tema Atención. Durante el 2018 se han mantenido en la planeación de un álbum nuevo, el cual lleva como punta de lanza el tema "MI RESPUESTA" junto a Henry G El Decano.

### 2019
A principios del año empiezan relaciones de trabajo con ROM, empresa basada en New York, quien ordena todo el catalgo musical en plataformas digitales.  
Durante la segunda semana de abril se lanza el disco The Best for Christ

## Miembros
- Víctor "Chispín" Regueira: Voz y batería
- Ramón "Spencer" Regueira: Guitarra y coros